# Lepidodexia woodorum
Lepidodexia woodorum är en tvåvingeart som beskrevs av Thomas Pape 1989. Lepidodexia woodorum ingår i släktet Lepidodexia och familjen köttflugor.
Artens utbredningsområde är Costa Rica. Inga underarter finns listade i Catalogue of Life.